# Мирное (Коломакский район)
Мирное (укр. Мирне), поселок,
Покровский сельский совет,
Коломакский район,
Харьковская область.
Код КОАТУУ — 6323280304.
Село Мирное снято с учёта в 1997 году
.

## Географическое положение
Село Мирное находится на расстоянии в 2 км от сел Покровка и Алексеевка.